# فرودگاه بین‌المللی کوتوکا

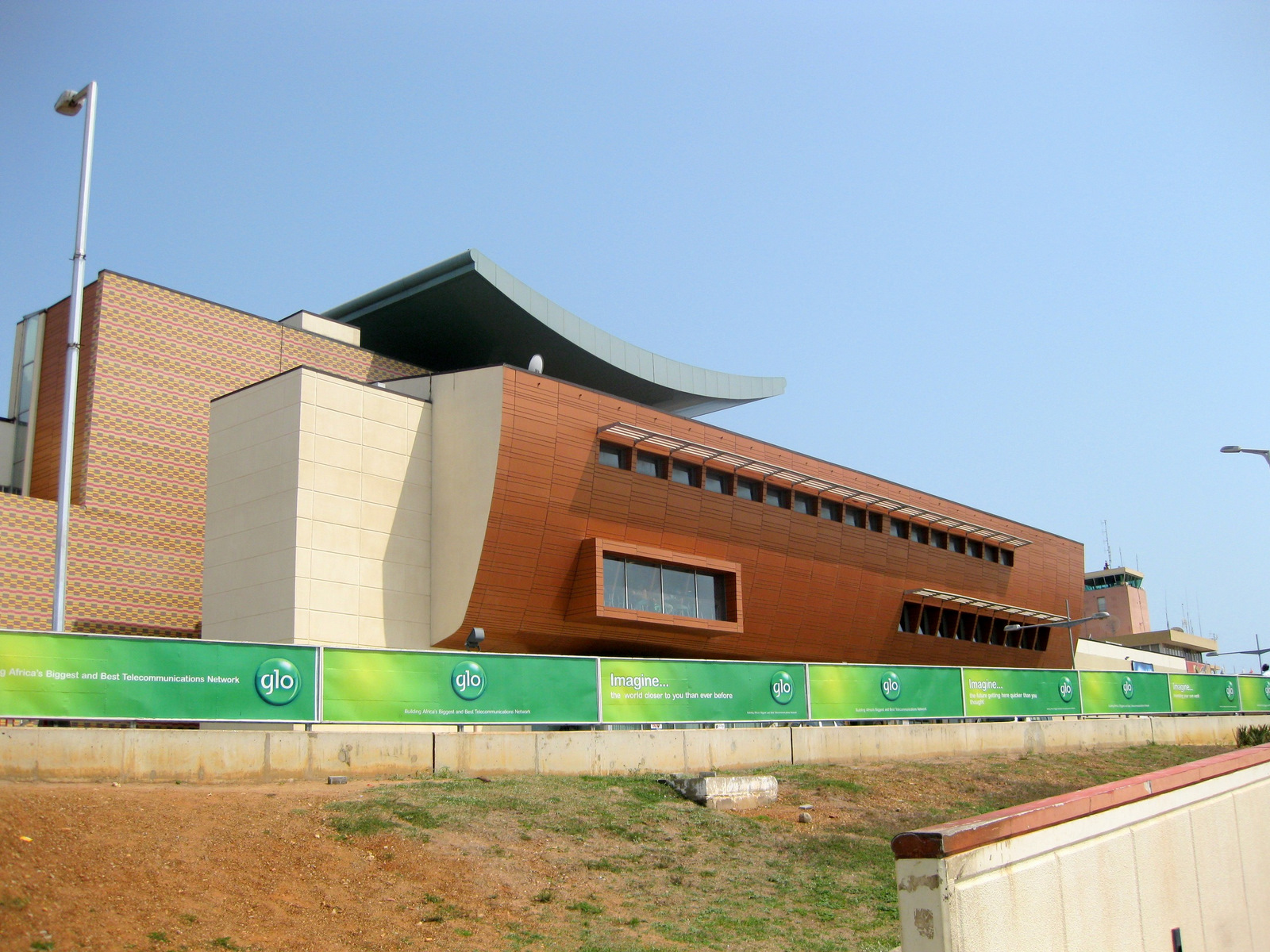
ثصقلث

فرودگاه بین‌المللی کوتوکا (به انگلیسی: Kotoka International Airport) (به زبان بومی: Accra Air Force Station) یک فرودگاه نظامی و همگانی با کد یاتا ACC است که یک باند فرود آسفالت دارد و طول باند آن ۳۴۰۳ متر است. این فرودگاه در شهر آکرا کشور غنا قرار دارد و در ارتفاع ۶۲ متری از سطح دریا واقع شده‌است.

## شرکت‌های هواپیمایی و مقصدهای پروازی

### مسافری
| شرکت‌های هواپیمایی               | مقصدهای پروازی                                                        |
| ------------------------------- | --------------------------------------------------------------------- |
| ایر بورکینا                     | آواگادوگو                                                             |
| Africa World Airlines           | کوماسی، مرتلا محمد، تاکورادی، تامال، ننامدی آزیکیوه                   |
| ایر ساحل عاج                    | پورت بوئت                                                             |
| ایر فرانس                       | شارل دوگل پاریس                                                       |
| Air Peace                       | مرتلا محمد                                                            |
| آریک ایر                        | ننامدی آزیکیوه، بانجول، لئوپولد سدار سنگور، لونگی، مرتلا محمد، رابرتس |
| ASKY Airlines                   | لومه-توکین                                                            |
| بریتیش ایرویز                   | هیترو لندن                                                            |
| بروکسل ایرلاینز                 | بروکسل، لومه-توکین                                                    |
| Ceiba Intercontinental Airlines | مالابو                                                                |
| Cronos Airlines                 | مالابو                                                                |
| دانا ایر                        | مرتلا محمد                                                            |
| دلتا ایرلاینز                   | جان اف کندی                                                           |
| هواپیمایی مصر                   | قاهره                                                                 |
| هواپیمایی امارات                | پورت بوئت، دوبی                                                       |
| هواپیمایی اتیوپی                | بوول                                                                  |
| کنیا ایرویز                     | لونگی، رابرتس، جومو کنیاتا                                            |
| کاال‌ام                          | اسخیپول آمستردام                                                      |
| Med-View Airline                | لونگی، رابرتس، مرتلا محمد                                             |
| مریدیانا                        | میلانو مالپنسا                                                        |
| هواپیمایی خاورمیانه             | پورت بوئت، رفیق حریری بیروت                                           |
| هواپیمایی پادشاهی مراکش         | محمد پنجم، لونگی، رابرتس                                              |
| رواندایر                        | پورت بوئت، کیگالی                                                     |
| Starbow Airlines                | کوماسی، سانیانی، تاکورادی، تامال                                      |
| هواپیمایی آفریقای جنوبی         | پورت بوئت، اولیور تامبو، دالس واشینگتن                                |
| تاپ پرتغال                      | لیسبون پورتلا، لومه-توکین، سائوتومه                                   |
| ترکیش ایرلاینز                  | آتاترک                                                                |

Notes
^ : مریدیانا's flight from میلانو مالپنسا to Accra stops in مرتلا محمد، but the flight from Accra to میلانو مالپنسا is nonstop. Meridiana does not have local traffic rights on the مرتلا محمد – ACC sector.

### باری
| شرکت‌های هواپیمایی                | مقصدهای پروازی        |
| -------------------------------- | --------------------- |
| کارگولوکس                        | لوگزامبورگ - فیندل    |
| دی‌اچ‌ال اوییشن اجرا توسط Swiftair | پورت بوئت، مرتلا محمد |
| امارات اسکای‌کارگو                | آل مکتوم              |
| هواپیمایی اتیوپی                 | مرتلا محمد، بوول، لیژ |
| هواپیمایی قطر                    | مرتلا محمد، حمد       |
| Swiftair                         | پورت بوئت، مرتلا محمد |
| ترکیش ایرلاینز                   | ماستریخت آخن، آتاترک  |